# Ермано Волф-Ферари
Ермано Волф-Ферари (на италиански: Ermanno Wolf-Ferrari) е италиански композитор.
Роден е на 12 януари 1876 година във Венеция в семейството на германски художник. Първоначално се подготвя за кариера на художник, но след това постъпва в Мюнхенската консерватория, където учи при Йозеф Райнбергер. През голяма част от живота си се мести между Мюнхен и Венеция, като от 1900 година представя първите си опери, които скоро му донасят международна известност.
Ермано Волф-Ферари умира на 21 януари 1948 година във Венеция.